# David Letterman
David Michael Letterman (Indianapolis (Indiana), 12 april 1947) is een Amerikaans televisiepresentator, komiek en televisieproducent. Ook is hij mede-eigenaar van een team in de IndyCar Series.
Hij werd in Amerika bekend in de jaren tachtig door zijn langlopende show Late Night with David Letterman op de NBC. In de jaren negentig werkte hij vervolgens bij de CBS, en presenteerde de Late show with David Letterman. Zijn humor wordt omschreven als ironisch en absurd, en hij is sterk beïnvloed door een andere Amerikaanse komiek, Johnny Carson, die jaren The Tonight Show presenteerde.

## Vroege carrière
Hij studeerde aan de Ball State University, waar hij een BA ontving in telecommunicatie in 1969. Hij begon zijn carrière bij de studentenradio. Daarna werkte hij als radiopresentator en bij een televisiezender in Indianapolis als nieuwslezer en weerman. Hij werd daar bekend door zijn onvoorspelbare gedrag tijdens de uitzending, zo wiste hij eens de staatsgrenzen van een weerkaart en voorspelde hij hagelstenen "zo groot als ham in blik".
In 1975 verhuisde hij naar Californië, en begon teksten te schrijven voor sitcoms. Ook begon hij met optredens in de komedieclub The Comedy Store. Hij had een paar kleine rollen in televisieseries voordat de talentenjagers van Johnny Carsons Tonight Show zijn droge, sarcastische humor opmerkten. Hij werd een veelgeziene gast in het programma, en vanaf 1978 was hij ook de gastpresentator. Vlak daarna kreeg hij zijn eigen ochtendprogramma, maar alhoewel het goede kritieken kreeg waren de kijkcijfers laag, en werd het in 1980 geannuleerd.

## Late Night with David Letterman
NBC probeerde het daarna met een nachtprogramma, in 1982 begon Late Night with David Letterman, dat door de week om 00.30 uur werd uitgezonden, vlak na The Tonight Show. Het programma werd al snel populair, vooral bij studenten, die de scherpe humor konden waarderen. Letterman was als interviewer erg sarcastisch en antagonistisch, in zo'n mate dat sommige artiesten hebben gezegd angstig te zijn voor een optreden in zijn show.
Naast de interviews bevatte de show ook vreemde vaste onderdelen die de reguliere praatprogramma's op de hak namen, zoals Stupid Pet Tricks, de Top 10, en een onderdeel waar brieven van kijkers werden beantwoord. Tevens ruimde Letterman geregeld tijd in om nog niet doorgebroken komieken de kans te geven zich te profileren. Zo gaf hij bijvoorbeeld Sam Kinison als een van de eersten de gelegenheid zich aan een landelijk publiek te laten zien.

## The Late Show with David Letterman

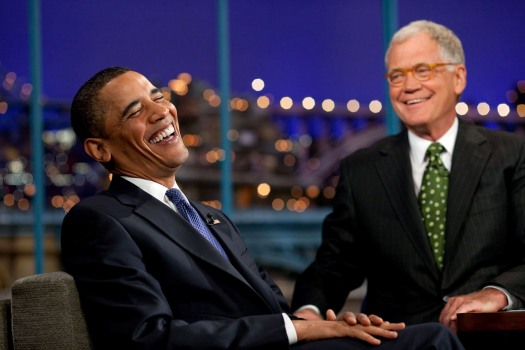
Letterman in gesprek met president Barack Obama (2009)

Letterman bleef 11 jaar bij de NBC, en na de aankondiging van Johnny Carson dat deze per mei 1992 stopte met de The Tonight Show ontstond er discussie over wie zijn plaats zou innemen. Uiteindelijk werd dit gastpresentator Jay Leno, alhoewel Carson liever had gezien dat Letterman de baan had gekregen. Letterman was eigenlijk ten prooi gevallen aan zijn eigen succes: zijn show na middernacht was zo populair dat NBC hem liever daar hield dan als presentator van The Tonight Show.
In 1993 vertrok Letterman bij NBC, en presenteerde zijn show, The Late Show with David Letterman op CBS op hetzelfde tijdstip als The Tonight Show bij NBC, om 23.30. Na ongeveer een jaar verscheen Carson als verrassing tijdens het onderdeel Top 10, en Letterman stond op en vol trots nodigde hij Carson uit om op zijn stoel te zitten. Het applaus was zo overweldigend dat Carson geen tijd meer had voor zijn grap, en ging na het applaus weer van het podium.
Er ontstond een ware kijkcijferstrijd tussen de twee shows, en in 2006 rapporteerde het blad Variety dat The Tonight Show with Jay Leno voor het elfde jaar op rij voorop lag, met 31% van de kijkers gemiddeld 5,7 miljoen, vergeleken met 4,1 miljoen voor Letterman. Na dertien jaar de show te hebben gepresenteerd op CBS heeft het negen Emmy Awards gewonnen, en 54 nominaties gekregen.
In 2000 onderging Letterman een bypassoperatie.
Tijdens zijn afwezigheid werd de show gepresenteerd door gastpresentatoren.
Zijn productiebedrijf Worldwide Pants produceert het programma en daarnaast een aantal andere, waaronder Everybody Loves Raymond en de Late Late Show. In 2005 produceerden ze hun eerste film, Strangers with Candy.
Op 3 april 2014 kondigde Letterman aan om te stoppen met de Late show. In 2015 zou de laatste show uitgezonden worden. Letterman bedankte zijn publiek en iedereen die aan het programma heeft meegewerkt. Letterman voegde daar nog een grap aan toe: "Ons vertrek betekent dat Paul en ik kunnen trouwen". Daarmee verwees hij naar zijn jarenlange vaste sidekick en bandleider Paul Shaffer. Later werd bekendgemaakt dat komiek en politieke satiricus Stephen Colbert zou opvolgen. Na meer dan dertig jaar in late-night televisie is de laatste show uitgezonden op 20 mei 2015, met daarin tot slot een optreden van Bill Murray die ook aan de eerste show deelnam.

## Buiten televisie
In 1994 verscheen Letterman in de film Cabin Boy van Chris Elliot. Hij staat op de titelrol als "Earl Hofert", een pseudoniem dat hij soms gebruikt. In 1996 werd Letterman mede-eigenaar van het autoraceteam Team Rahal met ex-Indianapolis 500-kampioen Bobby Rahal. Het team werd in 2004 hernoemd, en heet nu Rahal Letterman Racing. Later dat jaar won de coureur van het team, Buddy Rice, de Indianapolis 500. Ook sprak Letterman de stem in van Mötley Crüe Roadie nr. 1 in de animatiefilm Beavis and Butt-head Do America, met opnieuw "Earl Hofert" op de aftiteling.